# Gregory Olsen
Gregory Hammond "Greg" Olsen (Brooklyn, 20 april 1945) is een Amerikaans ondernemer en wetenschapper die vanaf 1 oktober 2005 de derde zelfgefinancierde ruimtetoerist werd. Hij reisde naar het internationaal ruimtestation aan boord van Sojoez TMA-7 en keerde negen dagen later terug naar de Aarde aan boord van Sojoez TMA-6